# Wolfgang Fernow
Wolfgang Johannes Fernow (* 3. Februar 1952 in Freiburg im Breisgau; † 17. Mai 2022 ebendort) war ein deutscher Kontrabassist und Komponist, der genreübergreifend tätig war.

## Werdegang
Fernow studierte bei Wolfgang Stert an der Hochschule für Musik Freiburg und bei Fernando Grillo an der Academia di Musica in Perugia. Er schuf die Musik für die Filme Die lange Hoffnung und Lothar Quinte sowie für die polnische Theatergruppe Osmego Dnia. Er spielt in klassischen Orchestern. Auch begleitete er Klaus Bruder im Trio Avodah und war in mehreren Jazz- und Ethno-Formationen, u. a. mit Whisper Hot, Two Duos und Uhuru’s Afro Music sowie als Gast mit dem Yehudi Menuhin Trio tätig. Ihn reizte das Spannungsfeld von Komposition und Improvisation („instant composing“). Er improvisierte zusammen mit Mike Schweizer und Matthias Stich zu Stummfilmen, Tanz und literarischen Projekten.

## Diskographie (Auswahl)
- UHURU & die Eingeborenen: Ethnisch, Mystisch, Rustikal Vol. 1 (1992, mit Eckart Stehlin, Muneer Abdul Fatah u. a.)
- Elmar Lampson: SubsTanz (col legno 1996)
- Karlheinz Stockhausen: Tierkreis – 12 Melodien der Sternzeichen (Wergo 2003, mit Michael Riessler, Mike Svoboda, Stefan Hussong, Scott Roller, Michael Kiedaisch)
- Mike Svoboda: Do You Love Wagner?  (Wergo 2011, mit Stefan Hussong, Scott Roller, Michael Kiedaisch)